# Dick Grayson
Dick Grayson, właśc. Richard John Grayson – fikcyjna postać (superbohater, wcześniej pomagier superbohatera) występująca w publikacjach komiksowych z udziałem Batmana, wydawanych przez DC Comics, oraz we wszelkich adaptacjach bazujących na tychże publikacjach. Dick został stworzony przez zespół artystyczny: scenarzystę Billa Fingera, rysownika Boba Kane’a, oraz Jerry’ego Robinsona, zadebiutował (jako Robin) w magazynie Detective Comics vol. 1 #38 (kwiecień 1940). W zamyśle twórców miał pełnić identyczną rolę, jaką w książkach o przygodach Sherlocka Holmesa autorstwa Arthura Conana Doyle’a pełni postać doktora Watsona.
Wywodzący się z rodziny akrobatów cyrkowych („Flying Graysons”), Dick po brutalnej śmierci swoich rodziców z ręki gangsterów, został przygarnięty przez Batmana, który uczynił go swoim pomocnikiem w walce z przestępczością w Gotham City. Tym samym Dick Grayson stał się pierwszą z wielu postaci w uniwersum DC Comics, która używała pseudonimu Robin razem tworzyli duet pogromców zbrodni znany jako Dynamiczny Duet (Dynamic Duo). Za sprawą scenarzysty Marva Wolfmana i rysownika George’a Péreza, w komiksie Tales of the Teen Titans vol. 1 #44 (lipiec 1984) Dick Grayson zyskał tożsamość superbohatera Nightwinga, pilnującego porządku w Gotham, jak również w mieście Blüdhaven. Jako Robin często flirtował z Batgirl (Barbarą Gordon), jako Nightwing oświadczył się jej i wziął z nią ślub. W historiach komiksowych Batman: Knightfall i Batman R.I.P., na krótki czas pełnił rolę Batmana. Związany głównie z drużyną pomocników Batmana, Grayson był również członkiem Teen Titans, Young Justice, Outsiders, Justice League i Batman Inc.
Na podstawie komiksów DC Comics powstał szereg różnych adaptacji (filmów kinowych, seriali telewizyjnych, animacji seryjnych i pełnometrażowych, a także gier komputerowych), w których gościł Dick Grayson. Pierwszy raz na ekranie (jako Dick Grayson) pojawił się w 15-odcinkowym serialu kinowym Batman z 1943 roku, gdzie w tytułową postać wcielił się Douglas Croft. W kontynuacji serialu, pod tytułem Batman i Robin z 1949 roku miejsce Crofta zajął Johnny Duncan. W serialu telewizyjnym z lat sześćdziesiątych oraz w filmie Batman zbawia świat w rolę cudownego chłopca wcielił się Burt Ward. W dwóch filmach w reżyserii Joela Schumachera: Batman Forever z 1995, oraz Batman i Robin z 1997, w rolę Dicka Graysona/Robina wcielił się Chris O’Donnell.
W zestawieniu 100 największych komiksowych bohaterów serwisu internetowego IGN, Richard „Dick” Grayson zajął 11. miejsce.

## Opis postaci

### Robin
Grayson z jako trzynastoletni akrobata, został zaadoptowany przez gothamskiego milionera Bruce’a Wayne’a, po śmierci swoich rodziców na arenie cyrkowej (zostali oni zamordowani na polecenie szefa jednej z rodzin mafijnych o nazwisku Zucco). W kilka miesięcy później zadebiutował jako Robin u boku alter-ego swojego opiekuna (Batmana), tworząc razem z nim Dynamiczny Duet (Dynamic Duo). Wspólnie zwalczali przestępczość zorganizowaną, a zwłaszcza działalność tamtejszych superzłoczyńców. Z czasem Dick zaczął poświęcać więcej czasu drużynie młodzieżówki Justice League – Teen Titans niż Batmanowi. Kiedy dorósł, poszedł na studia i ostatecznie porzucił całkiem rolę Robina.

### Nightwing
Dopiero kiedy Tytanom zaczęła zagrażać organizacja H.I.V.E. i pracujący dla niej najemnik Deathstroke the Terminator (saga New Teen Titans: The Judas Contract), Dick powrócił, przybierając pseudonim Nightwing, na pamiątkę tajemniczego bohatera z kryptoniańskich podań, które usłyszał od Supermana. Drużyna Tytanów rozpadała się przez odejście Dicka z powodu śmierci Donny Troy (Wonder Girl). Dick zaczął rozmyślać nad zakończeniem kariery. W końcu wyprowadził się z Gotham i przeniósł się do sąsiedniego miasta Blüdhaven, (gdzie na co dzień pracował tam jako policjant. Później działał także w Nowym Jorku. Mimo to wielokrotnie współpracował ze swoim byłym mentorem.

### Batman
Grayson dwa razy pełnił rolę zastępcy Bruce’a Wayne’a jako Batman. Pierwszy raz (historia Batman: Knightfall), kiedy złoczyńca Bane złamał Batmanowi kręgosłup. Wówczas Bruce nie chcąc początkowo zostawiać miasta pod opieką bardziej nieobliczalnego Jeana Paula Valleya, wezwał Dicka, by ten na jakiś czas został Batmanem (historia  Batman: Prodigal). Ponownie założył kostium swojego mentora po jego śmierci (Final Crisis vol. 1 #6) i został nowym Batmanem (Batman: Battle for the Cowl vol. 1 #1–3). Kiedy Bruce Wayne został wskrzeszony, powrócił do tożsamości Nightwinga (Nightwing Vol. 3 #1).

## Moce i umiejętności

### Umiejętności
Dick Grayson podobnie jak Batman nie posiada żadnych nadprzyrodzonych mocy. Już jako dziecko, Dick był znakomitym akrobatą. Podobnie jak wszyscy podopieczni Batmana, Dick został starannie wyszkolony przez swojego nauczyciela w metodach walki z przestępczością m.in.: w sztukach walki, jak i kryminalistyce. Dzięki treningom osiągnął szczyt ludzkich możliwości. Dick wykazuje również umiejętności przywódcze (kierowanie drużynami Teen Titans i Outsiders).

### Broń i wyposażenie
Arsenał gadżetów Graysona przez lata ulegał zmianom. Za broń miotaną służyły mu batarangi (bumerangi Batmana) i wing-dingi (podobne do gwiazdek shuriken). Jego główna bronią są dwa identyczne kije (wykorzystywane w sztuce walki ekstrima). Jako Nightwing nosi kuloodporny kostium.

## Wersje alternatywne
Robin pojawił się w niektórych komiksach z serii Elseworlds, oraz innych niekanonicznych historiach, która przedstawiają znanych bohaterów uniwersum DC w zupełnie innych realiach i czasach, m.in.:
- W historii Batman: Mroczny Rycerz kontratakuje (The Dark Knight Strikes Again), będącej kontynuacją komiksu Batman: Powrót Mrocznego Rycerza (Batman: The Dark Knight Returns), którego akcja rozgrywa się w alternatywnej przyszłości pojawia się Dick Grayson, który okazuje się być głównym czarnym charakterem w całej historii. W wyniku terapii genowej stał się nieśmiertelny i zaczął się mścić na Brusie, jako tajemnicza postać identyfikowana z Jokerem, zabijająca starych superbohaterów. Nosi stroje dawnych herosów i złoczyńców min. Cosmic Boya i Mister Mxyzptlka. Jego ofiarą padają: Martian Manhunter, Creeper i Strażnik (Jim Harper). Usiłuje on zgwałcić, a następnie zabić nową pomocnicę Batmana – Carrie, jednak zostaje powstrzymany przez mrocznego rycerza. W kulminacyjnej walce, Bruce tłumaczy mu, że został wyrzucony „Za nieudolność. Za tchórzostwo”. Batman ostatecznie zabija Dicka, wrzucając go do lawy, okazując przy tym wyraźną pogardę wobec byłego pomocnika.

- W Przyjdź Królestwo (Kingdom Come) autorstwa Marka Waida i Alexa Rossa, starzejący się Richard Grayson przybiera nową tożsamość, Red Robin. Jest mężem Starfire, z którą ma dojrzałą już córkę Mar'i Grayson, która poszła w ślady rodziców i stała się superbohaterką o pseudonimie Nightstar. Mimo swojego wieku, Richard wciąż posiada siłę i umiejętności niezbędne w walce z przestępczością. Jego nowy kostium bardziej już nie przypomina tego, którego on nosił za młodu, bliższy jest kostiumowi Batmana. Z początku Red Robin jest bardziej skłonny poprzeć Supermana i reaktywowaną przez niego Ligę Sprawiedliwych, aniżeli ponownie przyłączyć się do swojego dawnego mentora. W późniejszych publikacje motyw Red Robina został zaadaptowany do mainstreamowego uniwersum DC.

- W Batman i Robin: Cudowny Chłopiec (All Star Batman & Robin, The Boy Wonder), będącym prequelem Batman: Powrót Mrocznego Rycerza oraz Batman: Mroczny Rycerz kontratakuje, Frank Miller przedstawił alternatywną wersję początków działalności Dicka Graysona. Dick jako trzynastoletni chłopiec był najmłodszym członkiem rodziny akrobatów cyrkowych, znanej jako  Latający Graysonowie. Po zamordowaniu jego rodziców przez gangstera, Jocko-Boy Vanzetti, Dick zostaje uprowadzony przez skorumpowanych funkcjonariuszy lokalnej policji. Na ratunek chłopcu rusza Batman, który oferuje mu udział w krucjacie przeciwko przestępczości. Chłopiec przystaje na propozycję Batmana. Po zabraniu Dicka do swojej kryjówki, Batman rozpoczyna szkolenie chłopca, stosując metody wychowania spartańskiego. Alfred protestuje przeciwko takiemu traktowaniu sieroty i postanawia zaopiekować się nim, co nie podoba się Bruce’owi, gdyż ten uważa, że Dick musi przejść przez to samo co on w młodości. Batman nakazuje również Dickowi wykreować swoją ukrytą tożsamość i kostium. Chłopiec wybiera pseudonim Robin Hood (później za radą Bruce’a porzuca słowo Hood, pozostając jedynie przy Robin). Pierwszym sprawdzianem dla Robina była decyzja o życiu lub śmierci mordercy jego rodziców. Ostatecznie chłopiec daruje życie przestępcy, który w wyniku tortur ujawnia, że jego mocodawcą był Joker. Batman wkrótce odkrył, że traumatyczne przeżycie odbijają się negatywnie na zachowaniu Robina. Podczas dramatycznej kłótni z Zieloną Latarnią (Halem Jordanem), która przerodziła się w walkę, Robin omal nie zabił starszego bohatera. Wówczas Batman zrozumiał, że popełnił błąd próbując uczynić Dicka swoim pomocnikiem w krótkim czasie, oraz że jego wychowanek będzie musiał pogodzić się jeszcze ze śmiercią rodziców.

## W innych mediach

### Seriale i filmy aktorskie

#### Batman(serial z 1943) orazBatman and Robin(serial z 1943)
W 15-odcinkowym serialu Batman z 1943 roku, emitowanym wówczas w kinach w rolę Dicka Graysona/Robina wcielił się Douglas Croft. W kontynuacji Batman and Robin z 1949 roku Douglasa Crofta zastąpił Johnny Duncan.

#### Batman(serial z lat 60.) orazBatman zbawia świat(film z 1966)
W serialu telewizyjnym z lat sześćdziesiątych oraz w filmie Batman zbawia świat (Batman: The Movie) z 1966 w rolę Dicka Graysona/Robina wcielił się Burt Ward.
W filmie telewizyjnym, w reżyserii Paula A. Kaufmana Powrót do jaskini Batmana – przypadki Adama i Burta (Return to the Batcave: The Misadventures of Adam and Burt), odtwórcy roli Batmana (aktor Adam West) i Robina (Burt Ward) powracają, aby rozwiązać zagadkę kradzieży oryginalnego Batmobila z serialu z lat sześćdziesiątych.

#### Batman Forever(film z 1995) iBatman i Robin(film z 1997)
W filmie Batman Forever (Batman Forever) Joela Schumachera z 1995 roku w rolę Dicka Graysona/Robina wcielił się Chris O’Donnell. Kontynuował tę rolę w filmie Batman i Robin (Batman and Robin). Geneza tej wersji postaci jest zbieżna z genezą komiksową, jednakże w przeciwieństwie do swojego pierwowzoru, w filmie jego rodzina zostaje zamordowana nie przez bosa mafijnego Zucco, a przez Dwie Twarze. Pierwszy raz Robin miał pojawić się w filmie Tima Burtona Powrót Batmana (Batman Returns) z 1992 roku, oraz w planowanym sequelu (pierwotnie reżyserem miał być Burton), miał go zagrać afroamerykański aktor Marlon Wayans. Jednak przez zmiany w scenariuszu, postać ta pojawia się dopiero w obrazie Schumachera, ten jednak zastąpił Wayansa Chrisem O’Donnellem. Mimo roszad w obsadzie, Wayans otrzymał gażę za oba filmy. Oprócz O’Donnella brani byli pod uwagę jeszcze inni aktorzy: Christian Bale (późniejszy odtwórca roli Batmana w trylogii Mrocznego Rycerza w reżyserii Christophera Nolana), Leonardo DiCaprio, Matt Damon, Jude Law, Ewan McGregor, Corey Haim, Corey Feldman, Toby Stephens i Scott Speedman. Oba filmy w reżyserii Schumachera wywołały liczne kontrowersje, odnoście ukazania postaci Batmana i Robina w kampowym stylu, a także doszukiwano się w relacjach między głównymi bohaterami pewnych podtekstów homoseksualnych. Kostium Robina w Batman Forever był zbliżony do komiksowego oryginału, aczkolwiek bliższy był kostiumowi Tima Drake’a, natomiast w kontynuacji wzorowany był bardziej na kostiumie Nightwinga.
Młody Richard był członkiem rodziny artystów trapezowych. Jego życie zmiana się z chwilą, kiedy jego rodzice i starszy brat zostają brutalnie zamordowani przez Dwie Twarze (Tommy Lee Jones), gdy ten wziął za zakładników widownię, w czasie odbywania się dorocznego pokazu cyrkowego. Zostaje przygarnięty przez Bruce’a Wayne’a (Val Kilmer), gdyż milioner czuł się winny z powodu, tego że nie zdołał ocalić rodziny chłopaka. Z czasem Dick odkrywa tajne przejście do jaskini pod posiadłością Wayne’ów i tym samym tożsamość Batmana. Prosi Bruce’a by ten zaczął go szkolić i uczynił go swoim pomocnikiem aby pewnego dnia mógł pomścić śmierć rodziców i brata. Bruce nie zgadza się na to i w pojedynkę zamierza ująć Dwie Twarze oraz sprzymierzonego z nim Riddlera (Jim Carrey). Batman atakuje złoczyńców na zorganizowanym przez nich przyjęciu, jednak później wpada w zastawioną przez nich pułapkę, z której wychodzi ledwo żywy. Na ratunek przychodzi mu Robin w stroju cyrkowym. Po zniszczeniu jaskini przez Człowieka-zagadkę i Dwie Twarze, a także uprowadzeniu dr. Chase Meridian (Nicole Kidman), Dynamiczny Duet postanawia ostatecznie rozprawić się ze złoczyńcami. Po przybyciu na wyspę Claw Island, bohaterowie rozdzielają się, wskutek czego Robin zostaje szybko schwytany. Riddler daje Batmanowi do wyboru: ocalić dr. Meridian, albo Robina. Superbohaterowi udaje się uratować ich obojga i pokrzyżować plany szaleńca. Kiedy Dwie Twarze ginie, dochodzi do Dicka, że zdołał pomścić śmierć swojej rodziny. Po tych wydarzeniach Robin staje wiernym towarzyszem Batmana w obronie Gotham.
W kolejnym filmie Dynamiczny Duet powraca, aby tym razem zmierzyć się z nowym złoczyńcą – Mister Freeze’em (Arnold Schwarzenegger). W tej historii Robin ma dość bycia jedynie pomocnikiem i postanawia wyjść z cienia Batmana (George Clooney). Przez swoją porywczość daje się zamrozić Mr. Freeze’owi, co ułatwia ucieczkę przestępcy. W międzyczasie Dick poznaje Barbarę Wilson (Alicia Silverstone), siostrzenicę kamerdynera Wayne’a, Alfreda (Michael Gough). Z czasem między młodzieńcem, a dziewczyną zaczyna rodzić się uczucie. Pogarszające się relacje w drużynie zostają wykorzystane przez Pamelę Isley (Uma Thurman), znaną lepiej jako Trujący Bluszcz. Używając feromonów, udaje jej się zauroczyć chłopaka, co pogłębia konflikt między nim a swoim mentorem. Trujący Bluszcz wraz ze swoim sługą Bane’em (Jeep Swenson), wypuszczają z Zakładu Arkham Freeze’a, aby móc posłużyć się nim w ziszczeniu szalonego marzenia Pameli. Kobieta zwabia Robina do swojej kryjówki, nie zdając sobie jednak sprawy, że tym razem Cudowny Chłopiec wspólnie z Batmanem planuje ją powstrzymać. Pameli jednak udaje się ich obezwładnić za pomocą pnączy i dopiero interwencja Barbary w stroju Batgirl kończy jej sen o zagładzie ludzkości. Trójka superbohaterów rusza rozprawić się z Mister Freezem, który planuje zamrozić Gotham. Kiedy Batman idzie zmierzyć się z Freeze’em, Robin i Batgirl stają do walki z Bane’em. Dwójce młodych pomocników Batmana udaje się w końcu znaleźć sposób na pokonanie kolosa. Po niedopuszczeniu do zagłady miasta i uratowaniu chorego Alfreda, trójka herosów przysięgają kontynuować walkę ze zbrodnią. Chris O’Donnell miał powrócić jako Robin w planowanym w przedziale lat 1998–2000 trzecim filmie Joela Schumachera pod tytułem Batman Triumfator (Batman Triumphant), jednak klęska jaką poniósł Batman i Robin przesadziła o odsunięciu od projektu Schumachera i rozpoczęciu prac nad rebootem

#### Próba realizacji serialu aktorskiegoThe Graysons
Pod koniec 2008 roku pojawiła się informacja, o podjęciu przez stację The CW prac nad serialem o przygodach Dicka Graysona pod tytułem The Graysons, mający zastąpić dobiegającą do końca emisję serialu Tajemnice Smallville (Smallville). Za produkcję serialu mieli odpowiadać producenci serialu Tajemnice Smallville: Kelly Souders i Brian Wayne Peterson oraz reżyser McG, a fabuła serialu miała opowiadać o przygodach Robina zanim ten stał się pomocnikiem Batmana. Akcja przeniesiona zostanie do współczesności, a młody Dick Grayson miał zmagać się z problemami dorastania, pierwszej miłości i walką ze złoczyńcami. Kilka tygodni od pojawienia się pierwszych doniesień o serialu, ogłoszono, że wytwórnia wycofała się z produkcji i projekt zostanie zawieszony.

### Seriale i filmy animowane

#### Wczesne animacje
- W serialach animowanych wyprodukowanych przez studia Filmation oraz Hanna-Barbera, czyli The Adventures of Batman (1968–1969), The Batman/Superman Hour (1968–1969), oraz Super Friends (1973–1986) głosu Dickowi Graysonowi/Robinowi użyczył Casey Kasem.
- W serialu animowanym The New Adventures of Batman głosu Dickowi Graysonowi/Robinowi użyczył Burt Ward.

#### DC Animated Universe
- W serialach i filmach animowanych tworzących DC Animated Universe (DCAU) Robin/Nightwing (Dick Grayson) pojawił się w serialach animowanych: Batman (Batman: The Animated Series, The Adventures of Batman & Robin, The New Batman Adventures), oraz filmie animowanym Batman i Mr. Freeze: Subzero (Batman & Mr. Freeze: SubZero), a także gościnnie w Liga Sprawiedliwych (Justice League) w odcinku Czas Dzikosa cz. I (The Savage Time, Part I) i w Liga Sprawiedliwych bez granic (Justice League Unlimited) w odcinku Gra o honor (Grudge Match), głosu użyczyli mu Joey Simmrin i Loren Lester, natomiast w polskiej wersji językowej kolejno Bartosz Opania, Robert Czebotar (Batman i Mr. Freeze: Subzero) i Michał Lewandowski.

#### Teen Titans
- W serialu animowanym Młodzi Tytani (Teen Titans), Robin został przedstawiony jako przywódca drużyny Tytanów. W kreskówce w ogóle nie pada jego prawdziwe nazwisko, mimo to wykazuje on wiele podobieństw do Dicka Graysona m.in. znany z komiksów motyw miłości Robina i Starfire, co szczególnie widać w filmie pełnometrażowym Młodzi Tytani: Problem w Tokio (Teen Titans: Trouble in Tokyo) ; w odcinku Nawiedzony (Haunted) sezonu trzeciego, kiedy Raven wchodzi do jego umysłu widać we wspomnieniach Robina scenę śmierci jego rodziców, oraz jak składa on przysięgę Batmanowi; w odcinku Ile trwa wieczność? (How Long Is Forever?) sezonu drugiego w alternatywnej przyszłości występuje jako Nightwing (w polskiej wersji językowej serialu – Skrzydło); w odcinku Kontuzja (Fractured) pojawia przypominająca Robina, złośliwa postać o imieniu Larry (luźno bazująca na komiksowej postaci Bat-Mite’a), a jego prawdziwe nazwisko to Nosyarg Kcid (Dick Grayson czytane od tyłu). Dopiero w komiksowej kontynuacji serialu zostaje oficjalnie potwierdzone, że jest to Dick Grayson (historia Regarding Robin w komiksie Teen Titans Go! vol. 1 #47), w której przedstawiono genezę Robina, a także zostają wspomniani jego nieżyjący rodzice – John i Mary Grayson. W odcinku Dalej! (Go!) piątego sezonu pokazano historię narodzin Młodych Tytanów, w której Robin łączy siły z innymi młodymi superbohaterami: Bestią, Cyborgiem, oraz Raven, w celu pokonania przybysza z innej planety – Gwiazdki. Robin, mimo iż jest przywódca Tytanów, we wnętrzu siebie jest rozdarty, co powoduje, że czasami alienuje się od reszty drużyny. Za swojego głównego przeciwnika uważa Slade’a. Bezskutecznie próbował zinfiltrować organizację Slade’a, przybierając ukrytą tożsamość Czerwonego X-a (Red X), w odcinku Maski (Masks). Slade wielokrotnie poddawał Robina próbie, chcąc w ten sposób ocenić jego możliwą przydatność do własnych celów, lecz kiedy złoczyńca zdał sobie sprawę, że jest to niemożliwe, wówczas na swojego ucznia wybrał Terrę. W Teen Titans wspomniana została również postać Jasona Todda (w odcinku X), gdzie Bestia wysunął teorię, że to właśnie on mógł ukraść Robinowi strój Czerwonego X-a. W odcinku Kłamstwo (Lie) pada wreszcie prawdziwe nazwisko Robina – Dick Grayson. W oryginalnej wersji językowej głosu Robinowi użyczył aktor Scott Menville, natomiast w polskiej wersji językowej aktor Grzegorz Drojewski.

#### The Batman
- W serialu animowanym Batman (The Batman) emitowanym w latach 2004–2008 w oryginalnej wersji językowej głosu Robinowi (Dickowi Graysonowi) użyczył Evan Sabara, natomiast w polskiej wersji językowej aktor Maciej Musiał.

#### Krypto the Superdog
- W serialu animowanym Krypto superpies (Krypto the Superdog) emitowanym w latach 2005–2006, w odcinku Bat-pies i Robin (Bat Hound and The Robin) pojawił się wzorowana na Robinie postać rudzika Robbiego. W oryginalnej wersji językowej głosu użyczył mu Rob Paulsen, natomiast w polskiej wersji językowej aktor Grzegorz Drojewski.

#### Batman: The Brave and The Bold
- W serialu animowanym Batman: Odważni i bezwzględni (Batman: The Brave and The Bold) emitowanym w latach 2008–2011 w oryginalnej wersji językowej głosu Dickowi Graysonowi użyczył głosu aktor Diedrich Bader, natomiast w polskiej wersji językowej aktor Wojciech Rotowski.

#### Young Justice
- W pierwszym sezonie serialu animowanego Liga Młodych (Young Justice), pojawia się postać pierwszego Robina – trzynastoletniego Dicka Graysona. Wspólnie z Małym Flashem, Artemis, Marsjanką, Wodnikiem i Superboyem jest członkiem założycielem młodzieżówki Ligi Sprawiedliwych – Ligi Młodych. Grayson jest najbardziej doświadczonym członkiem drużyny, to też początkowo zakładano, że to on stanie na czele drużyny. Jednak ze względu na swój wiek, zgadza się aby to stanowisko przypadło Wodnikowi, który zaś sam przyznaje, że to Robin, kiedy dorośnie powinien być przywódcą. W trakcie wykonywania misji Robin pełni rolę hakera, korzystając z interfejsu (holograficznego ekranu) na jego rękawicach. Posługuje się również wieloma gadżetami, tak jak Batman. W drugim sezonie, noszącym nazwę Young Justice: Invasion, Grayson powraca jako przywódca drużyny, jednak już tym razem jako Nightwing. Nowym Robinem został Tim Drake. W serialu został również wspomniany Jason Todd. W oryginalnej wersji językowej głosu Robinowi/Nightwingowi użyczył aktor Jesse McCartney, natomiast w polskiej wersji językowej aktor Grzegorz Drojewski.

#### DC Universe Animated Original Movies
- W filmie animowanym Liga Sprawiedliwych: Nowa granica (Justice League: The New Frontier), z 2008 roku, będącym adaptacją limitowanej serii komiksów DC: The New Frontier u boku Batmana pojawia się Dick Grayson. Głosu użyczył mu Shane Haboucha.
- W filmie animowanym Batman w cieniu Czerwonego Kaptura (Batman: Under the Red Hood), na podstawie historii Batman: Under the Hood, Dick Grayson/Nightwingowi głosu użyczył Neil Patrick Harris.

#### Lego Batman – film pełnometrażowy. Moc superbohaterów D.C.
W filmie animowanym Lego Batman - film pełnometrażowy. Moc superbohaterów D.C. (Lego Batman: The Movie – DC Superheroes Unite) głosu Robinowi w oryginalnej wersji językowej użyczył aktor Charlie Schlatter.

#### JLA Adventures: Trapped In Time
W filmie animowanym JLA Adventures: Trapped In Time z 2014, Robin/Dick Grayson pojawia się jako jeden z wielu członków Justice League. Głosu postaci użyczył aktor Jack DeSena.

### Gry komputerowe
Robin pojawił się w następujących grach wideo:
- Batman: The Animated Series z 1993 roku na platformę: Game Boy
- The Adventures of Batman & Robin z 1994 roku na platformy: SNES, Sega Mega-CD, Game Gear
- Batman Forever z 1995 roku na platformę: SNES, Sega Mega Drive, Sega Game Gear
- Batman & Robin z 1998 roku na platformę: PlayStation
- Batman: Chaos in Gotham z 2001 roku na platformy: Game Boy Color
- Batman: Dark Tomorrow z 2002 roku na platformy: Xbox i GameCube
- Batman: Rise of Sin Tzu z 2003 z roku na platformy: PlayStation 2, Xbox, GameCube i Game Boy Advance
- Teen Titans z 2005 roku na platformę: Game Boy Advance
- Lego Batman: The Video Game z 2008 roku na platformy: Nintendo DS, PlayStation 2, PlayStation 3, PlayStation Portable, Wii, Xbox 360, Mac OS X, Microsoft Windows i telefony komórkowe
- Batman: The Brave and the Bold – The Videogame z 2010 roku na platformy: Wii, Nintendo DS
- DC Universe Online z 2011 roku na platformy: PlayStation 3 i Microsoft Windows
- Batman: Arkham City z 2011 roku na platformy: PlayStation 3, Xbox 360 i Microsoft Windows
- Lego Batman 2: DC Super Heros z 2012 roku na platformy: PlayStation 3, PlayStation Vita, Wii, Xbox 360, Nintendo DS i Microsoft Windows
- Injustice: Gods Among Us z 2013 roku na platformy: PlayStation 3, Xbox 360 i Wii U
- Young Justice: Legacy z 2013 roku na platformy PlayStation 3, Xbox 360, Wii, Nintendo DS, Nintendo 3DS i Microsoft Windows
- Batman: Arkham Origins z 2013 roku na platformy PlayStation 3, Xbox 360, Wii U i Microsoft Windows